# Нерва
Вижте пояснителната страница за други личности с името Марк Кокцей Нерва.
Марк Кокцей Нерва (на латински: Marcus Cocceius Nerva) е император на Римската империя от 18 септември 96 до 27 януари 98 година. Нерва условно се приема за основател на династията на Антонините, или осиновените императори. Той е първият от поредицата на „Петимата добри императори“.
Произхождащ от италийската аристокрация, Нерва следва кариерата на юрист и дипломат, вместо на администратор или военен. Предците на Нерва са били приближени на императорите, а самият той е политически съветник на Нерон и участва в разкриването на заговора срещу него през 65 година. Нерва е лоялен на Флавиевата династия, ползва се с императорското благоразположение и получава трикратно пост на консул.

## Управление
След заговора за убийството на тираничния Домициан, Сенатът избира за император Нерва, който е един от най-възрастните и авторитетни сенатори (най-старият по служба). Възкачването му довежда легионите до ръба на бунта, отчасти и заради низвергването на Домициан. Тъй като е цивилен (по професия адвокат) Нерва няма връзки и подкрепа сред военните кръгове, поради което скоро решава да осинови наместника на Горна Германия, популярния пълководец Марк Улпий Траян, обявен за наследник на властта. През втората година, в която Нерва е император, той управлява заедно с Траян, а след неговата смърт Траян става император.
По думите на неговия съвременник, историка Тацит, възкачването на Нерва бележи началото на нов „Златен век“ за Рим. През краткото си управление той успява да съчетае две противоположни дотогава неща – властта на императорския принципат и личната свобода на гражданите.
Новият принцепс спира гоненията и репресиите провеждани от неговия предшественик. Обявява амнистия на осъдените по политически причини, забранява доносите, възвръща авторитета на Сената. Прекратени са гоненията на юдеи и християни.
Нерва издава аграрен закон, с който се разпределят големи участъци земя между най-бедните жители. Създава се и т.нар. Алимента – фонд за издръжка и възпитание на сираци и изоставени деца. Съкращава много разходи и същевременно намалява някои данъци. Отменен е петпроцентният данък върху наследствата. Временно са прекратени зрелищата и гладиаторските борби, което също допринася за подобряване състоянието на държавната хазна.
Акведуктите на Италия, които снабдяват с вода жителите на основните градове са отремонтирани, реставрирани и възстановени, а снабдеността на Рим със зърно нараства. Полагат се грижи за доброто състояние на пътищата в империята и продължава благоустройството на столицата, където е завършен Форумът на Нерва.
Античните историци сочат Нерва като образец за мъдър и добронамерен управник. Но според съвременниците му и според древноримския писател Тацит, той е слабоволев и няма голяма власт над преторианците. През октомври 97 г. войници обсаждат императорския дворец на Палатин и нахълтват вътре с настояването императора официално да посочи наследник. След като охраната на Нерва екзекутира с голяма жестокост пред очите му някои от конспираторите довели го на власт, той се поболява. Умира най-вероятно от стрес, съчетан с възрастта му (януари 98 г.). По искане на новия принцепс Траян, Нерва е обожествен от Сената.